# Chryzostom Gołębiowski
Chryzostom Gołębiowski herbu Prawdzic (ur. ok. 1654 koło Nowego Korczyna, zm. 16 kwietnia 1700 w Warszawie) – kaznodzieja nadworny króla Jana III Sobieskiego.

## Życiorys
W 1671 wstąpił do zakonu augustianów w Krakowie, w 1674 złożył profesję zakonną. Studia filozoficzne odbył w Krakowie i w Warszawie. Dla pogłębienia wiedzy wysłany do Paryża, gdzie w augustiańskim Collegium Maius słuchał teologii i prawa. W 1678 uzyskał stopień doktora teologii na uniwersytecie w Valence. W latach 1685–1688 był przeorem klasztoru warszawskiego i wizytatorem zakonu. Mianowany nadwornym kaznodzieją królewskim, po raz pierwszy wystąpił z mową na otwarcie obrad sejmu w Grodnie w 1688. Po 1688 trzykrotnie wybierany prowincjałem zakonu (1688–1694 z krótką przerwą w 1691, 1697–1700). Kilkakrotnie odrzucał ofiarowane mu biskupstwa.
Jego kazania sejmowe, pasyjne, niedzielne i świąteczne ukazały się drukiem dopiero w 1757 we Lwowie pt. Głos wołającego na puszczy augustiańskiej... to jest kazania na wszystkie niedziele całego roku, podczas sejmów, tudzież na różnych miejscach przed Majestatem JKMci miane.